# Ángel Vázquez Villegas
Ángel Vázquez Villegas (La Experiencia, Jalisco; 18 de octubre de 1930  - 29 de junio de 1998), más conocido como El Chato Vázquez, fue un futbolista mexicano que jugaba en la posición de delantero. Fue un jugador que creció dentro de la inagotable cantera de futbolistas del Club Deportivo Imperio de la factoría de hilados La Experiencia, jugó para el Club Deportivo Guadalajara casi toda su carrera, y dos temporadas para el Atlas.
Hizo su debut en primera división con la camiseta albiroja del Club Deportivo Guadalajara en un partido contra el Moctezuma de Orizaba, donde anotaría uno de los cuatro tantos que anotó el equipo rayado esa tarde. El 30 de septiembre de 1948, enfrentándose a lo Jaibos del Tampico marcó el único gol del encuentro dándole la victoria el Guadalajara por marcador de 1-0, es al final de este encuentro cuando se le da el mote de "Chivas" al Guadalajara.
En 1953 ingresó a las filas del Atlas, con quienes descendería y para la siguiente temporada jugaría en Segunda división y sería parte fundamental para lograr el ascenso una temporada después. Regresaría al Guadalajara y sería parte del equipo campeón de la temporada 1956-1957.
Murió el 29 de junio de 1998.

## Equipos
- 1947-48 - Imperio
- 1948-49 - Guadalajara
- 1949-50 - Guadalajara
- 1952-53 - Guadalajara
- 1953-54 - Atlas
- 1954-55 - Atlas
- 1955-56 - Guadalajara
- 1956-57 - Guadalajara
- 1957-58 - Guadalajara